# Snag: Chapter One
Snag: Chapter One of kortweg Snag is een Amerikaanse actiefilm uit 2023. De film werd geschreven en geregiseerd door de Australiër Ben Milliken, die eveneens de hoofdrol voor zijn rekening nam.

## Verhaal
Snag is een Australiër die om een niet-genoemde reden naar Mexico vluchtte, waar hij voor het drugskartel van Victoria begon te werken. Die probeert hem meermaals te (laten) ombrengen, maar hij blijft maar overleven. Hij wordt verliefd op Victorias dochter Valentina, en samen vluchten ze weg om te trouwen. Victoria komt achter hen aan maar Valentina wordt geraakt door de kogelregen.
Later leeft Snag ondergedoken in een woonwagen op het strand en werkt als buitenwipper in een café als een oud-collega hem komt vertellen dat Valentina het overleefd heeft en door haar moeder wordt afgeschermd. Hij gaat met een paar metgezellen naar haar toe, maar krijgt opnieuw Victorias handlangers achter zich aan. Bij een schietpartij op een afgelegen boerderij komen al zijn metgezellen om en raakt hij zelf zwaargewond.

## Rolverdeling
- Ben Milliken als Snag, de protagonist
- Ana Ortiz als Victoria, de drugsbarones
- Sofía Castro als Valentina, Victorias dochter
- Michelle Ortiz als Jackie, de bareigenaar en Snags werkgever
- Jonny Beauchamp als Javi, de barman
- Jaime Camil als Marco, de huurmoordenaar
- C.J. Perry Barnyashev als "The Reaper"
- Manny Rubio als Miguel, de tankstationhouder
- Jean-Pierre Vertus als Jean-Pierre, Victorias lijfwacht
- Brent Tarnol als Marvin
- Connor Tillman als Duncan
- David Zayas als Ramon

## Uitgave en ontvangst
Snag werd op 28 april 2023 uitgebracht in de Verenigde Staten. De ontvangst was lauw, met beoordelingen van 4,1 op 10 bij IMDb en 20 procent bij Rotten Tomatoes.